# Armando Marques
Armando Nunes Castanheira da Rosa Marques (Rio de Janeiro, 6 febbraio 1930 – Rio de Janeiro, 16 luglio 2014) è stato un arbitro di calcio brasiliano, internazionale dal 1960 al 1980.

## Carriera
Attivo a livello statale dagli anni 1950, ha successivamente iniziato a dirigere in Série A. È stato affiliato sia alla CBD che alla Federazione Paulista, assommando 215 presenze in prima divisione statale, nonché 109 in massima serie nazionale. Ha arbitrato la finale del Quarto Campeonato Nacional de Clubes, mentre per quanto riguarda i tornei precedenti alla sua creazione ha presenziato nelle fasi finali della Taça Brasil 1963, 1965, 1966, 1967 e 1968, spesso in qualità di direttore di gara per la partita decisiva (la finale di ritorno). Tra i suoi risultati più rilevanti negli incontri internazionali si annoverano la presenza in dieci edizioni della Copa Libertadores, la partecipazione alla Coppa Intercontinentale 1964 e al campionato del mondo 1966, ove arbitrò Germania Ovest-Spagna 2:1. Ha anche svariati gettoni in tornei tra Nazionali della CONMEBOL, avendo arbitrato in quattro edizioni delle qualificazioni mondiali (1966, 1970, 1974, e 1978), per un totale di quattro incontri. Partecipò anche ai Giochi Olimpici 1972 a Monaco di Baviera - dove diresse ben tre gare: Germania Ovest - Malaysia 3:0; Ungheria - Germania Est 2:0 e la finale per il terzo posto tra URSS e Germania Est terminata 2:2 dopo i tempi supplementari con medaglia di bronzo assegnata ad entrambe le nazionali - e al campionato del mondo 1974 dove arbitrò una gara del girone di semifinale, e cioè Germania Ovest - Yugoslavia 2:0, terminando la carriera nelle fasi finali dei tornei internazionali con la direzione di Paraguay-Ecuador alla Copa América 1975. Nel 1985 la FIFA gli conferì inoltre il prestigioso FIFA Special Award.